# Eritrea i olympiska vinterspelen 2018
Eritrea deltog i de olympiska vinterspelen 2018 i Pyeongchang, Sydkorea, med en trupp på en atlet fördelat på en sport. Det är första gången Eritrea deltog i de olympiska vinterspelen.
Vid invigningsceremonin bars Eritreas flagga av Shannon-Ogbani Abeda.